# West
West (с англ. — «Запад») — марка сигарет, производимых в Германии с 1981 года компанией Reemtsma, которая входит в состав международной табачной компании Imperial Tobacco Group с 2003 года. Реализуется более чем в 90 странах мира.

## История
Сигареты West впервые появились на немецком рынке в 1981 году и изначально были доступны только в специализированных табачных магазинах. Именно марка West одной из первых в мире стала использовать популярную мешку табака American Blend. Запуск продаж новой марки сопровождался динамичной рекламной кампанией под лозунгом «Let’s go West!». Благодаря успешной ценовой политике, позиционирующей качество по разумной цене, уже через год марка стала одной из лидирующих в Германии.
В 1986 году стартовала рекламная кампания «Test the West!», значительно повысившая узнаваемость бренда. Успех заключался в простоте и оригинальности акции. Промоутеры в пабах, барах, ресторанах и на дискотеках предлагали молодым людям с завязанными глазами попробовать сигареты West, сравнить их с теми, что они обычно курят, и сделать выбор в пользу той или другой марки.
В 1989 состоялся запуск производства West Lights. Расширение ассортимента и высокий спрос на сигареты марки позволило уже через два года начать продажи в Восточной и Центральной Европе.
В России продажи West начались в 1997 году, изначально сигареты были доступны в двух вариантах крепости (Full Flavor и Lights) с классическим монофильтром. Появление новой марки сопровождалось рекламными кампаниями «The taste of now» и «The power of now», которые годом ранее стартовали в Европе.
В 1999 году для продвижения бренда компания использовала провокационную рекламную кампанию «USE», являющуюся продолжением «Test the West!». Образы, используемые для популяризации марки, стали ещё более смелыми. На рекламных плакатах герои West оказываются в интригующих и нестандартных ситуациях: например, девушка на исповеди курит и смеется вместе со священником. Слоган кампании — «Равноправие для всех». По её итогам марка West достигла 11 % доли сигаретного рынка Германии.
Для повышения конкурентоспособности марки в России специалистами бренда был разработан инновационный фильтр Streamtec в форме пропеллера, и в 2000 году состоялся перезапуск West.
В начале 2000-х годов марка продолжила своё активное развитие. Благодаря поддержке брендом «Формулы-1», началось позиционирование West как марки сигарет для уверенных в себе и сильных мужчин. В производство были запущены сигареты West ST Ultra. Состоялся дебют продаж West в Африке.
Начиная с 2009 года происходило значительное расширение линейки West на российском рынке. Были выпущены сигареты West Tri Logic с низким уровнем содержания никотина и смол и West Fusion — сигареты стандартной длины в формате Super Slims. В следующем году началось производство сигарет West SSL в супертонком формате. Годом позже состоялся запуск производства West Compact формата Queen size и West Duo классического формата King Size с ментоловой капсулой в фильтре.
В марте 2014 года компания Imperial Tobacco задекларировала West Streamtec Silver в упаковке 25 сигарет.

## Спонсорство
Начиная с 1985 года компания Reemtsma активно использовала рекламу в спорте для популяризации марки. West стал главным партнером команды Zakspeed, которая представляла Германию на «Формуле-1». Лучший результат в период поддержки команды брендом West — 5-е место Мартина Брандла на Гран-при Сан-Марино 1987 года. Спонсорство продолжилось до 1989 года, когда команда покинула соревнования.
В 1997 году начался новый этап истории West в «Формуле-1»: марка стала титульным спонсором команды McLaren, которую в честь этого переименовали в West McLaren Mercedes. Машины были оснащены двигателями Mercedes, обрели серебристые цвета, разработанные на основании дизайна пачек West Silver.
С 1997 года по 2002 год West был титульным спонсором сильнейшей словацкой хоккейной лиги Словацкая экстралига.
С 2000 года по 2002 год West являлся титульным спонсором команды Sito Pons в MotoGP. Лучший результат в этот период показал Лорис Капиросси, заняв 3-е место в итоговой таблице чемпионата в 2001 году.
В июле 2005 года компания Reemtsma прекратила продвижение бренда West в спорте в связи с европейским законом о запрете рекламы табачных изделий.

## Фильтры, используемые в сигаретах West
Согласно мнению потребителей, West — это сочетание настоящего немецкого качества, инноваций в области фильтров и доступной цены. Благодаря уникальным разработкам, которые проводятся постоянно, марку смело можно назвать экспертом в области систем фильтрации.

### Угольно-ацетатный фильтр
Угольно-ацетатный фильтр — это цилиндр из ацетатного волокна, обернутый в бумагу. В качестве добавки в нём используется активированный уголь, который известен свойством удалять некоторые компоненты из дыма. Угольно-ацетатные фильтры задерживают до 40 % оксидов углерода и азота, 80 % цианида водорода и 70 % бензола.

### Угольный фильтр-мундштук
Угольный фильтр-мундштук состоит из трех секций: угольной, ацетатной и воздушной. Это позволяет максимально раскрыть насыщенный вкус табака.

### Пластиковый фильтр StreamTec
Особенность системы Streamtec заключается в конструкции фильтра, который состоит из двух секций. В первой из них находится обычный фильтр с угольным элементом. Здесь дым смешивается с воздухом, а затем проходит во вторую секцию. Это специальный пластиковый элемент Streamtec, выполненный в форме пропеллера. Он особым образом рассеивает дым, позволяя полнее ощутить вкус сигареты.

### Фильтр Crush ball с ментоловой капсулой
Оригинальный фильтр Crush ball, используемый в West Duo, позволяет соединить два вкуса в одной сигарете. Одно легкое нажатие на капсулу превращает обычный вкус в ментоловый.

## Сорта сигарет West, представленные в России
| Название сорта           | Содержание смолы, мг./сигарета | Содержание никотина, мг./сигарета |
| ------------------------ | ------------------------------ | --------------------------------- |
| WEST STREAMTEC RED       | 10                             | 0,9                               |
| WEST STREAMTEC RICH BLUE | 8                              | 0,7                               |
| WEST STREAMTEC SILVER    | 6                              | 0,5                               |
| WEST STREAMTEC BLUE      | 4                              | 0,4                               |
| WEST STREAMTEC SILVER 25 | 6                              | 0,5                               |
| WEST COMPACT RED         | 10                             | 0,8                               |
| WEST COMPACT BLUE        | 6                              | 0,5                               |
| WEST COMPACT SILVER      | 4                              | 0,4                               |
| WEST FUSION SILVER       | 5                              | 0,5                               |
| WEST FUSION WHITE        | 3                              | 0,3                               |
| WEST DUO                 | 6                              | 0,5                               |